# كوارا
كوارا تسمى أيضا كيسيجيا المعروفة حاليا بتل اللحم، هي مدينة سومرية تقع في محافظة ذي قار وكانت تقع على الضفة الغربية لنهر الفرات على مسافة 35 كلم من مدينة اور القديمة، حسب قائمة الملوك السومريين كوارا هي المدينة التي ولد بها الملك السومري دوموزيد الصياد ملك أوروك، حسب قصة الخلق السومرية كوارا هي مكان مولد الاله مردوخ (اسارلوهي) ابن الاله انكي.

## التاريخ
كوارا وجدت قبل حوالي 2500 سنة قبل الميلاد، خلال فترة السلالة السومرية الثانية، وكانوا يتاجرون في الخليج وكانوا يتاجرون مع دلمون في البحرين حاليا، في سنة 709 ق م حاول الملك الاشوري سرجون الثاني، مهاجمة الملك الكلداني مردوخ ابلا ايدينا الثاني، وقام جيش سرجون الثاني بتدمير المدينة.